# کانن ئی‌اواس ۵دی مارک ۴
کانن ئی‌اواس ۵دی مارک ۴ یک دوربین دیجیتال حرفه‌ای فول فریم ۳۰٫۱ مگاپیکسلی از نوع تک لنزی بازتابی (DSLR) است که در تاریخ ۲۵ اوت ۲۰۱۶ توسط کانن معرفی شد.
این دوربین به دنبال موفقیت چشمگیر کانن ئی‌اواس ۵دی مارک ۳ با قیمت خرده فروشی ۳٬۴۹۹ دلار در ایالات متحده، ۳٬۵۹۹ پوند در انگلستان و ۴٬۱۲۹ یورو در اروپا عرضه شد.
این دوربین به صورت یک بدنهٔ تنها یا به همراه یکی از دو لنز ۲۴–۱۰۵ یا ۲۴–۷۰ میلیمتری عرضه شد.

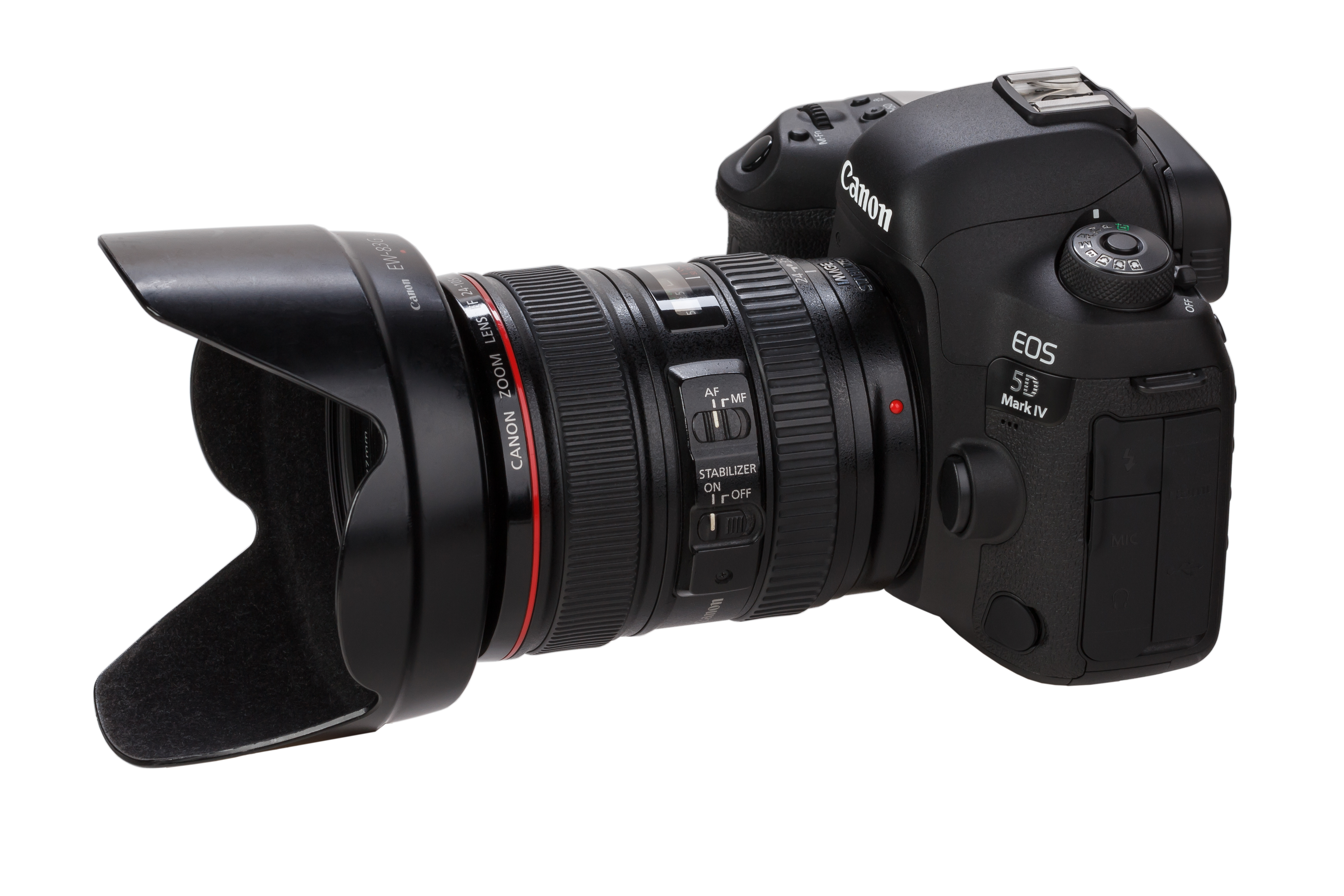
با لنز

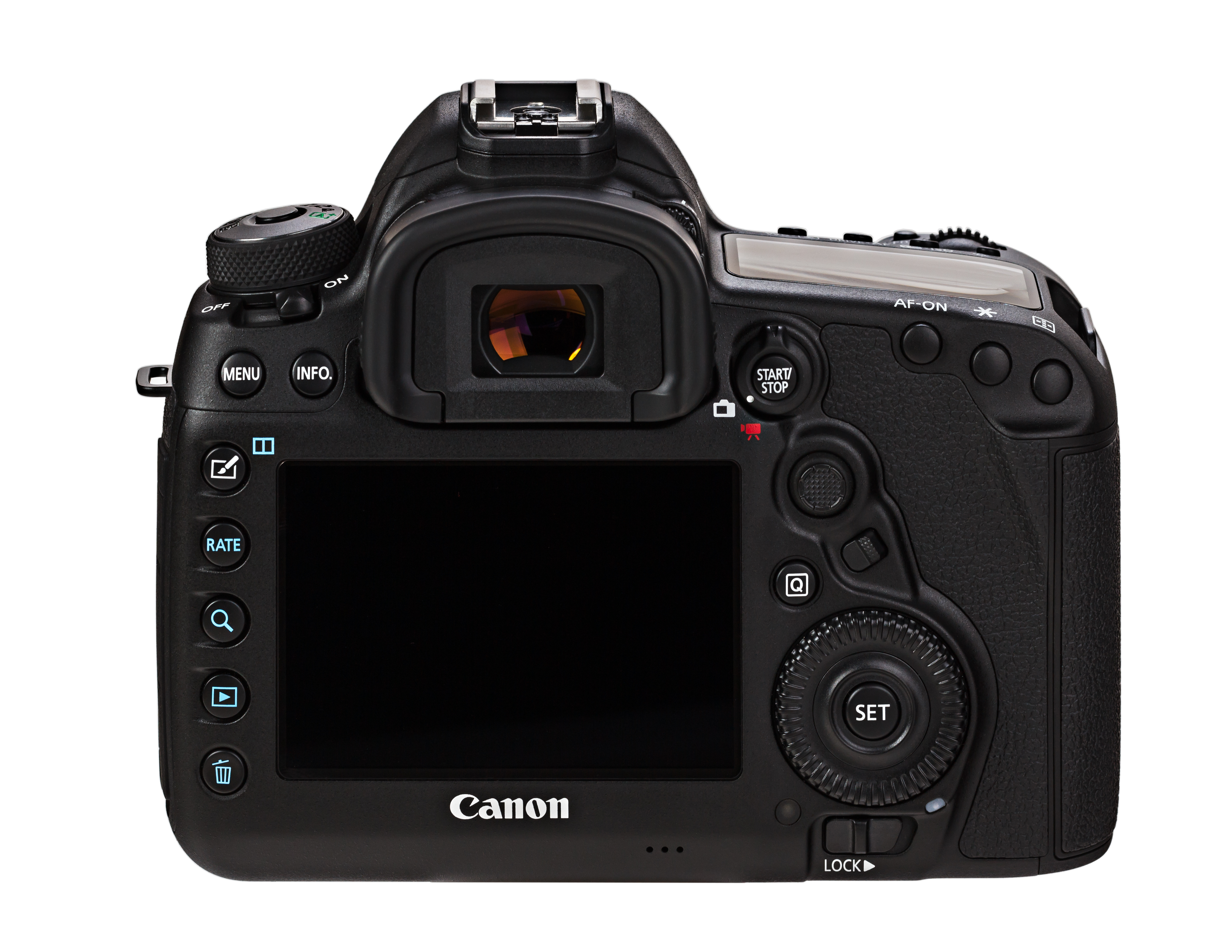
دید عقب

## ویژگی‌ها
ویژگی‌های جدیدی که به نسخهٔ چهارم اضافه شده‌است:
- فیلمبرداری با کیفیت ۴k و ۳۰ فریم بر ثانیه
- فیلمبرداری با کیفیت ۱۰۸۰p و ۶۰ فریم بر ثانیه
- فیلمبرداری با کیفیت ۷۲۰p و ۱۲۰ فریم بر ثانیه
- عکسبرداری پی در پی تا ۷ فریم بر ثانیه
- استاندارد ISO طیف گسترده از ۱۰۰–۲۵۶۰۰ در مارک ۳ به ۱۰۰–۳۲۰۰۰
- صفحه نمایش لمسی که به فیلمبرداران اجازه می‌دهد تا قبل از و هنگام فیلمبرداری بر روی سوژه فوکوس نمایند
- پشتیبانی از قابلیت NFC و Wi-Fi برای انتقال سریع فایل‌ها
- پشتیبانی از قابلیت HDR و قابلیت ضبط تایم‌لپس
- ۹۰۰ شات عمر باتری